# Дяченко Олександр Миколайович (співак)
Дяченко Олександр Миколайович (нар. 14 жовтня 1954 р. в м. Горлівка Донецької області.) — український співак (тенор), Народний артист України (1996). Лауреат конкурсу вокалістів ім. М.Лисенка (Одеса, 1984). Дипломант конкурсу ім. М.Глинки (Єреван, 1984).

## Життєпис
Навчався в Київській консерваторії (1978—1983) у класі проф. В.Тимохіна.
З 1983 р. — соліст (тенор) Київського театру опери та балету.
З 1999 р. — викладач НМАУ на кафедрі сольного співу, з 2012 — завідувач кафедрою сольного співу, з 2017 — завідувач кафедрою оперного співу НМАУ. Серед випускників О.Дяченка — російський співак Богдан Волков,Ксенія Ніколоєва, Дмитро Фощанко ,Ганна Твердова, Дмитро Кіфорук,Тамара Калінкіна .
Виконував оперні партії: Юродивий («Борис Годунов» М.Мусоргського), Ленський («Євгеній Онєгін» П.Чайковського), Альфред («Травіата» Дж. Верді). Виконує тенорові партії в «Реквіємі»
Дж. Верді та В. А. Моцарта, у «Дзвонах» С.Рахманінова.
Гастролює за кордоном — у Польщі, Угорщині, Іспанії, Франції, Данії, Німеччині, Швейцарії, Бельгії, Росії, Голландії…